# Fumiya Suzuki (Fußballspieler, 1998)
Fumiya Suzuki (japanisch 鈴木 郁也 Suzuki Fumiya; * 29. April 1998 in der Präfektur Tokio) ist ein japanischer Fußballspieler.

## Karriere
Suzuki erlernte das Fußballspielen in der Jugendmannschaft vom FC Tokyo. Die U23-Mannschaft des Vereins spielte in der dritten Liga, der J3 League. Bereits als Jugendspieler absolvierte er 2016 drei Drittligaspiele. Nach der Jugend wechselte er in die Universitätsmannschaft der Waseda-Universität. Seinen ersten Profivertrag unterschrieb er am 25. Januar 2021 bei Albirex Niigata (Singapur). Der Verein ist ein Ableger des japanischen Zweitligisten Albirex Niigata. Mit dem Verein spielt er in der ersten singapurischen Liga, der Singapore Premier League.